# Frederick Gordon Guggisberg

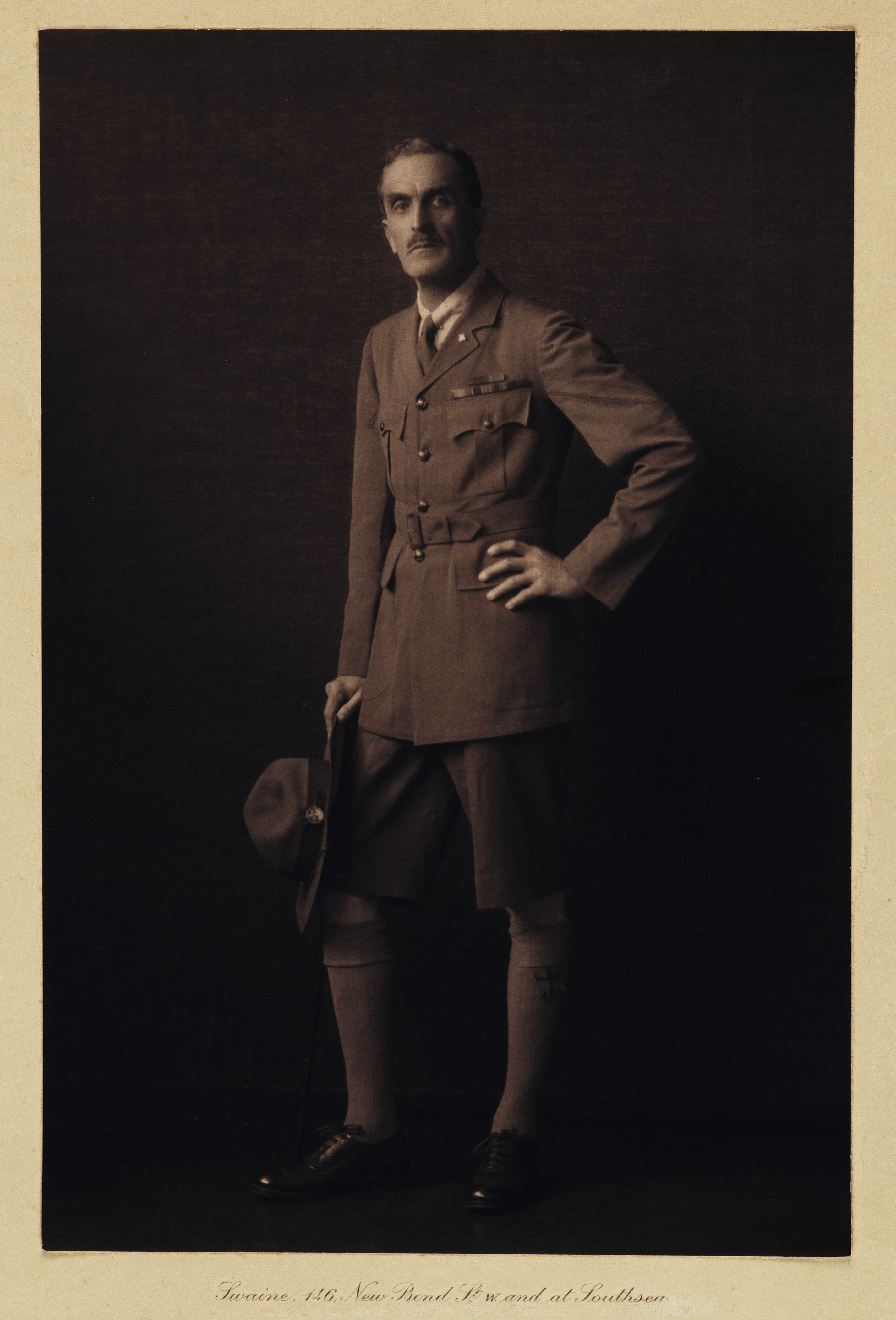
Sir Frederick Gordon Guggisberg

Sir Frederick Gordon Guggisberg KCMG, DSO (* 20. Juli 1869 in Galt, Ontario; † 21. April 1930 in Bexhill) war ein britischer Heeresoffizier (zuletzt Brigadegeneral), Landvermesser und Kolonialbeamter. Im Ersten Weltkrieg befehligte er Einheiten der Royal Engineers und Infanteriebrigaden. Von 1919 bis 1927 war er Gouverneur der britischen Kolonie Goldküste (Ghana), von 1928 bis 1930 Gouverneur von Britisch-Guayana. Daneben publizierte er Bücher zu Militärthemen und den Kolonien in Westafrika.

## Biografie

### Herkunft und Familie
Die Familie Guggisberg stammte aus dem Kanton Bern. Sein Großvater Samuel Guggisberg kam aus Uetendorf in der Schweiz und wanderte 1832 nach Kanada aus. Dort heiratete er die aus Baiersbronn stammende Agatha Krafft. Seine Eltern waren Frederick Guggisberg und Dora Louisa Willson und Frederick Gordon Guggisberg war deren ältester Sohn. Seine in Kanada geborene Mutter war englischer Herkunft und Anglikanerin. Trotz seines evangelisch-reformierten Vaters wurde er deshalb anglikanisch erzogen. Nach dem frühen Tod seines Vaters übersiedelte die Mutter mit den Kindern nach Portsea, einem Vorort (und heutigen Stadtteil) von Portsmouth.
Am 20. September 1895 heiratete er in Indien Ethel Hay, Tochter eines britischen Offiziers. Mit ihr hatte er die drei Töchter Juanita, Nancy und (Silvia) Rowena. Nach der Scheidung von seiner ersten Frau heiratete er am 15. August 1905 die Theaterschauspielerin und Sopranistin (Lilian) Decima Moore.

### Ausbildung und Arbeit
Guggisberg besuchte die Burney’s Academy in Gosport bei Portsmouth, eine Paukschule, die Jungen auf die Aufnahmeprüfung für Marineoffiziere vorbereiten sollte. Im Jahr 1887 wechselte er zur Militärakademie Woolwich, deren Ausbildung er 1889 abschloss und trat als Second Lieutenant der Royal Engineers in die Britische Armee ein. 1892 zum Lieutenant befördert, war er von 1893 bis 1896 Singapur stationiert. Von 1897 bis 1902 war er Ausbilder für Festungsbau an der Militärakademie Woolwich, wo er den Lehrplan reformierte und 1900 zum Captain befördert wurde.
Im Jahr 1902 kam er erstmals im Auftrag des Colonial Office nach Afrika, wo er in der Landesvermessung der Kolonien Goldküste und Ashanti (heute Ghana) wirkte und 1905 im temporären Rang eines Major zum Direktor des Vermessungswesens aufstieg. 1908 kehrte er für zwei Jahre nach England zurück, wo er im Hauptquartier der Royal Engineers in Chatham in Kent diente. 1908 wurde er als Companion des Order of St. Michael and St. George ausgezeichnet und in den vollen Rang eines Major befördert. Dann wurde er 1910 als Vermessungsdirektor ins Protektorat Südnigeria entsandt. Dort wurde er anlässlich der Vereinigung von Nord- und Südnigeria 1913 zum Obersten Landvermesser (englisch Surveyor general) befördert.
Im Jahr 1914 war er als Direktor der öffentlichen Arbeiten in der Kolonie Goldküste vorgesehen. Dann brach der Erste Weltkrieg aus und Guggisberg kehrte nach Europa zurück. Er diente in der Zeit von 1914 bis 1918 als Offizier in verschiedenen Armeeeinheiten in Frankreich. Im November 1915 erhielt er den temporären und im Dezember 1916 den vollen Rang eines Lieutenant-General. Während der Schlacht an der Somme 1916 kommandierte er die Pioniertruppen der 8. Division. Im April 1917 wurde er als Ritter der französischen Ehrenlegion ausgezeichnet. Im Mai 1917 in den temporären Rang eines Brigadier-General befördert, befehligte er zunächst die 170. und schließlich die 100. Infanteriebrigade. Er wurde fünfmal im Kriegsbericht erwähnt und 1918 als Companion des Distinguished Service Order ausgezeichnet. Nach dem Krieg schied er im September 1919 aus dem Armeedienst aus und erhielt den Ehrenrang eines Brigadier-General.
Er wurde daraufhin wieder Kolonialbeamter. Vom 8. Oktober 1919 bis zum 24. April 1927 war Guggisberg Gouverneur der Kolonie Goldküste. In diesem Amt förderte er die Wirtschaft (Ausbau des Hafens Takoradi) und den Ausbau des Bildungswesens. Guggisberg war im Gegensatz zu vielen Kolonialbeamten der Meinung, Afrikaner, zumal die sogenannten educated Africans, seien in Sachen Intelligenz den Europäern gleichwertig. Deshalb entstand mit seiner Unterstützung die Achimota School und das Korle-Bu Teaching Hospital. Dem Afrikawissenschaftler Walter Schicho zufolge begann mit Guggisbergs Amtsübernahme in der Goldküste die „hochkoloniale Phase“, worunter er gestützt auf Abu Boahen (1975) eine größere Macht- und Monopolentfaltung staatlicher und einiger privater Akteure versteht, während die Missionsgesellschaften an Bedeutung verloren.

1922 wurde Guggisberg als Knight Commander des Order of St. Michael and St. George geadelt. Nach seiner Arbeit in Afrika wurde er am 7. November 1928 Gouverneur von Britisch-Guayana, das in wirtschaftlicher und gesellschaftlicher Hinsicht in desolatem Zustand war. Er konnte seine Aufbaupläne für die Kolonie jedoch nicht mehr umsetzen, da er schwer krank wurde. Er kehrte nach England zurück und starb am 21. April 1930.

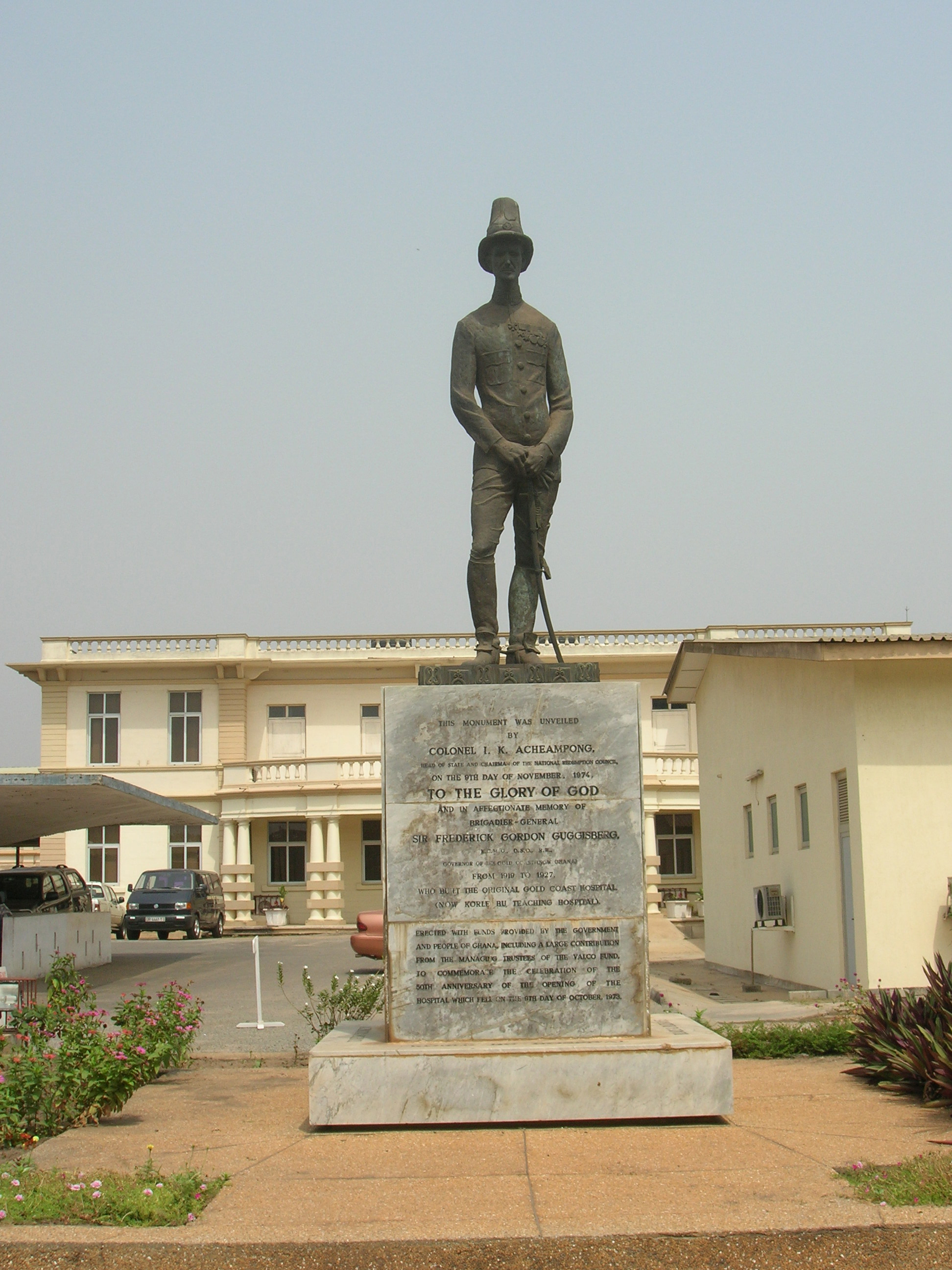
1974 errichtete Statue von Frederick Gordon Guggisberg vor dem Korle-Bu Teaching Hospital

## Ehrungen
Im Jahr 1974, lange nach der Kolonialzeit, wurde ein Denkmal für Guggisberg vor dem Korle-Bu Teaching Hospital als Dank für seine Aufbauarbeit eingeweiht.

## Schriften
- The Shop. The Story of the Royal Military Academy. Cassell & Co, London 1900.
- Modern Warfare. Or, How our soldiers fight. Thomas Nelson & Sons, London 1903.
- mit Decima Moore: We Two in West Africa. William Heinemann, London 1909.
- The Handbook of the Southern Nigeria Survey. Southern Nigeria Survey, Edinburgh 1911.
- mit A. G. Fraser: The Future of the Negro. Student Christian Movement, London 1929.